# Retard a la cua
En telecomunicacions i enginyeria informàtica, el retard de la cua és el temps que un treball espera en una cua fins que es pot executar. És un component clau del retard de la xarxa. En una xarxa commutada, el retard de la cua és el temps entre la finalització de la senyalització per part de l'originador de la trucada i l'arribada d'un senyal de trucada al receptor de la trucada. El retard de la cua pot ser causat per retards en l'interruptor d'origen, els commutadors intermedis o l'interruptor de servei del receptor de trucades. En una xarxa de dades, el retard de la cua és la suma dels retards entre la sol·licitud de servei i l'establiment d'un circuit a l'equip terminal de dades (DTE) anomenat. En una xarxa de commutació de paquets, el retard de la cua és la suma dels retards trobats per un paquet entre el moment d'inserció a la xarxa i el moment de lliurament a l'adreça.

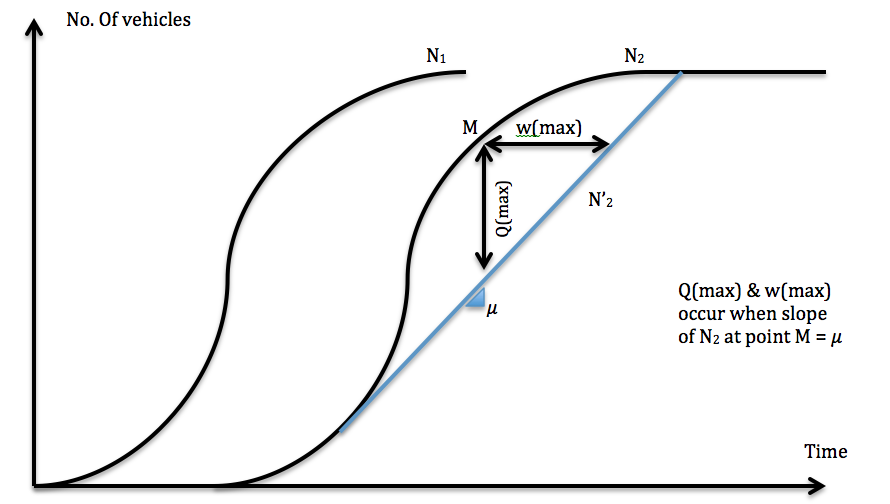
N-curves mostrant el punt en què la cua i el retard són màxims.

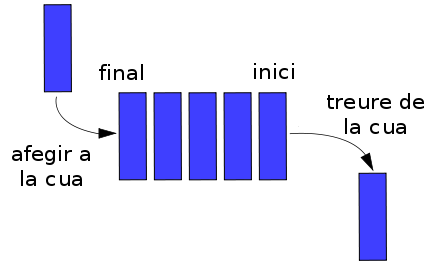
Cua de dades tipus FIFO (First In First Out)

## Processament de l'encaminador
Aquest terme s'utilitza més sovint en referència als encaminadors. Quan els paquets arriben a un encaminador, s'han de processar i transmetre. Un encaminador només pot processar un paquet alhora. Si els paquets arriben més ràpid del que l'encaminador els pot processar (com per exemple en una transmissió en ràfega), l'encaminador els posa a la cua (també anomenada buffer) fins que pugui transmetre'ls. El retard també pot variar d'un paquet a un altre, de manera que normalment es generen mitjanes i estadístiques quan es mesuren i avaluen el retard de la cua.
A mesura que una cua comença a omplir-se a causa del trànsit que arriba més ràpid del que es pot processar, augmenta la quantitat de retard que experimenta un paquet passant per la cua. La velocitat a la qual es pot processar el contingut d'una cua és una funció de la velocitat de transmissió de la instal·lació. Això condueix a la corba de retard clàssica. El retard mitjà que pot experimentar qualsevol paquet determinat ve donat per la fórmula 1/(μ-λ) on μ és el nombre de paquets per segon que pot suportar la instal·lació i λ és la velocitat mitjana a la qual arriben els paquets per ser atesos. Aquesta fórmula es pot utilitzar quan no s'elimina cap paquet de la cua.
El retard màxim de la cua és proporcional a la mida de la memòria intermèdia. Com més llarga sigui la línia de paquets esperant ser transmesos, més llarg serà el temps d'espera mitjà. La cua de paquets de l'encaminador que esperen ser enviats també introdueix una causa potencial de pèrdua de paquets. Com que l'encaminador té una quantitat finita de memòria intermèdia per contenir la cua, un encaminador que rep paquets a una velocitat massa alta pot experimentar una cua completa. En aquest cas, l'encaminador no té cap altra opció que simplement descartar els paquets en excés.
Quan el protocol de transmissió utilitza el símptoma dels paquets caiguts dels buffers plens per regular la seva velocitat de transmissió, com ho fa el TCP d'Internet, l'ample de banda es comparteix bastant a una capacitat gairebé teòrica amb retards mínims de congestió de la xarxa. En absència d'aquest mecanisme de retroalimentació, els retards esdevenen impredictibles i augmenten bruscament, un símptoma també vist com les autopistes s'acosten a la capacitat; les rampes de mesura són la solució més eficaç allà, de la mateixa manera que l'autoregulació de TCP és la solució més eficaç quan el trànsit és de paquets en lloc de cotxes). Aquest resultat és difícil de modelar matemàticament i bastant contraintuïtiu per a les persones que no tenen experiència amb matemàtiques o xarxes reals. Si no s'eliminen els paquets, escollint en comptes d'haver-ne reservat un nombre cada cop més gran, es produeix un bufferbloat.

## Notació
En la notació de Kendall, el model de cua M/M/1/K, on K és la mida de la memòria intermèdia, es pot utilitzar per analitzar el retard de la cua en un sistema específic. La notació de Kendall s'hauria d'utilitzar per calcular el retard de la cua quan els paquets s'eliminen de la cua. El model de cua M/M/1/K és el model de cua més bàsic i important per a l'anàlisi de la xarxa.